# Черемичкино
Череми́чкино — село в Топкинском районе Кемеровской области. Входит в состав Черемичкинского сельского поселения.

## География
Центральная часть населённого пункта расположена на высоте 239 метров над уровнем моря.

## Население
По данным Всероссийской переписи населения 2010 года, в селе Черемичкино проживает 747 человек (365 мужчин, 382 женщины).

## Транспорт
Общественный транспорт г. Кемерово представлен автобусным маршрутом:
- №139: д/п Центральный — пос. Трещевский